# Eugène Nkakou
Eugène  Nkakou, né janvier 1908 et mort le 24 mai 1942 à Boundji est un enseignant et un prêtre catholique de l’Afrique Équatoriale Francaise Avec Auguste Roch Nkounkou (1909 - 1982), ils sont les premiers prêtres autochtones du diocèse de Brazzaville, alors Vicariat apostolique de Brazzaville.

## Biographie

### Famille
Eugène Nkakou est le fils aîné de Benoît Nkakou, "polygame invétéré, éloigné des sacrements depuis belle lurette". 

### Formation
Formés initialement au petit séminaire de Brazzaville, entre octobre 1913 et juillet 1930, Eugène Nkakou et Auguste Nkounkou, rejoints plus tard par Barthélemy Boganda en 1924, sont envoyés au petit séminaire de Lemfu, proche de Kisantu au Congo belge, dirigé par des jésuites belges. Ils sont ensuite envoyés à Libreville qui passe du statut de petit à celui de grand séminaire Saint Jean de l'Afrique-Équatoriale française le 2 octobre 1931. 
La nouvelle institution dispose alors de cinq grands séminaristes: deux en provenance de Loango, le théologien Sylvestre Douta (1896-?) et le philosophe Denys Moussavou (1907-1997); trois en provenance de Brazzaville, les philosophes Eugène Nkakou, Auguste Nkoukou et Basile Okemba.
Les directeurs spiritains du grand séminaire régional sont chronologiquement Jean-Baptiste Fauret (1931-1934), Marcel Lefebvre (1934-1938), Augustin Berger (1938-1946), Gilles Silard (1946-1947) et Henri Nouaille (1947). 

### Ordination
Il aura fallu vingt-cinq (25) ans de formation (1913-1938), d'efforts et de sacrifices afin que les jeunes Nkounkou et Nkakou deviennent prêtres. 
Le 29 mai 1938, jour de l'Ascension, et des cinquante ans du vicariat de Brazzaville, Mgr Paul Biéchy, vicaire apostolique, procède à l'ordination sacerdotale des deux jeunes prêtres, sur la place du patronage Saint-Louis de la cathédrale du Sacré-Cœur de Brazzaville. Mgr Alphonse Verwimp SJ, évêque  de Kisantu, ancien directeur et professeur des deux prêtres honore cet évènement de sa présence. C'est la liesse sur la colline de la Mission catholique pour féter les premiers prêtres congolais du diocèse.

« Ces jeunes prêtres que vous voyez devant vous, ces prêtres de notre pays, de notre race, restent, évidemment, des hommes mais, par la grâce du sacerdoce, ils sont plus que cela. Ils sont d autres Jesus-Christ, car ils vont offrir le sacrifice, ils vont pardonner vos péchés au nom de Jésus-Christ tout au long de votre vie, ils seront là pour vous dispenser la grâce de Dieu. Ces prêtres, vos prêtres, vous devez les respecter, vous devez les aimer, vous devez les écouter. »

— Mgr Alphonse Verwimp, 
Le 5 juin 1938, jour de la Pentecôte, l'abbé Eugène Nkakou, revêtu des ornements sacerdotaux, office solennellement sa première messe, en présence du vicaire apostolique Mgr Biéchy, et du R. P. Le Bail, son directeur au petit séminaire et au milieu de l'allégresse et de l'émotion générales de l'assistance venue en nombre.
La messe terminée, Eugène Nkoukou s'exprimant en français, lingala et lari exprime son bonheur et sa reconnaissance envers Dieu, et la foule africaine et européenne pour avoir assisté à son ordination et à sa  première messe.

### La mission de Boundji
L'abbé Eugène Nkakou est affecté à la mission de Saint Benoit appelé plus tard Boundji. Il n'y exercera son ministère apostolique que quatre brèves années, jusqu'à sa mort le 24 mai 1942, jour de la Pentecôte, à l'âge de 34 ans.
Il a marqué les populations de Boundji par son zèle apostolique et sa piété exemplaire, notamment comme enseignant de l'école primaire. 
Le Père Jeanjean, curé de Boundji, révéla à Mgr Biéchy venu aux obsèques, et à la communauté chrétienne le message que l’abbé Eugène Nkakou mourant lui avait confié : « Il offrait sa vie au bon Dieu pour les vocations ».
Ces dernières paroles furent : « J'offre ma vie pour que Dieu suscite de nombreuses vocations sacerdotales et religieuses. ».
Ses restes mortels ont été transférés en 1947 de Boundji à Brazzaville.

## Hommages
L'École des sciences religieuses (ESR) de Brazzaville, encore appelé «Mbongui Eugène N’Kakou» a été ainsi baptisée en mémoire du prélat.
Près du marché Total de Bacongo, le second arrondissement de la capitale politique  Brazzaville, une rue porte son nom.